# Jimmy Kimmel

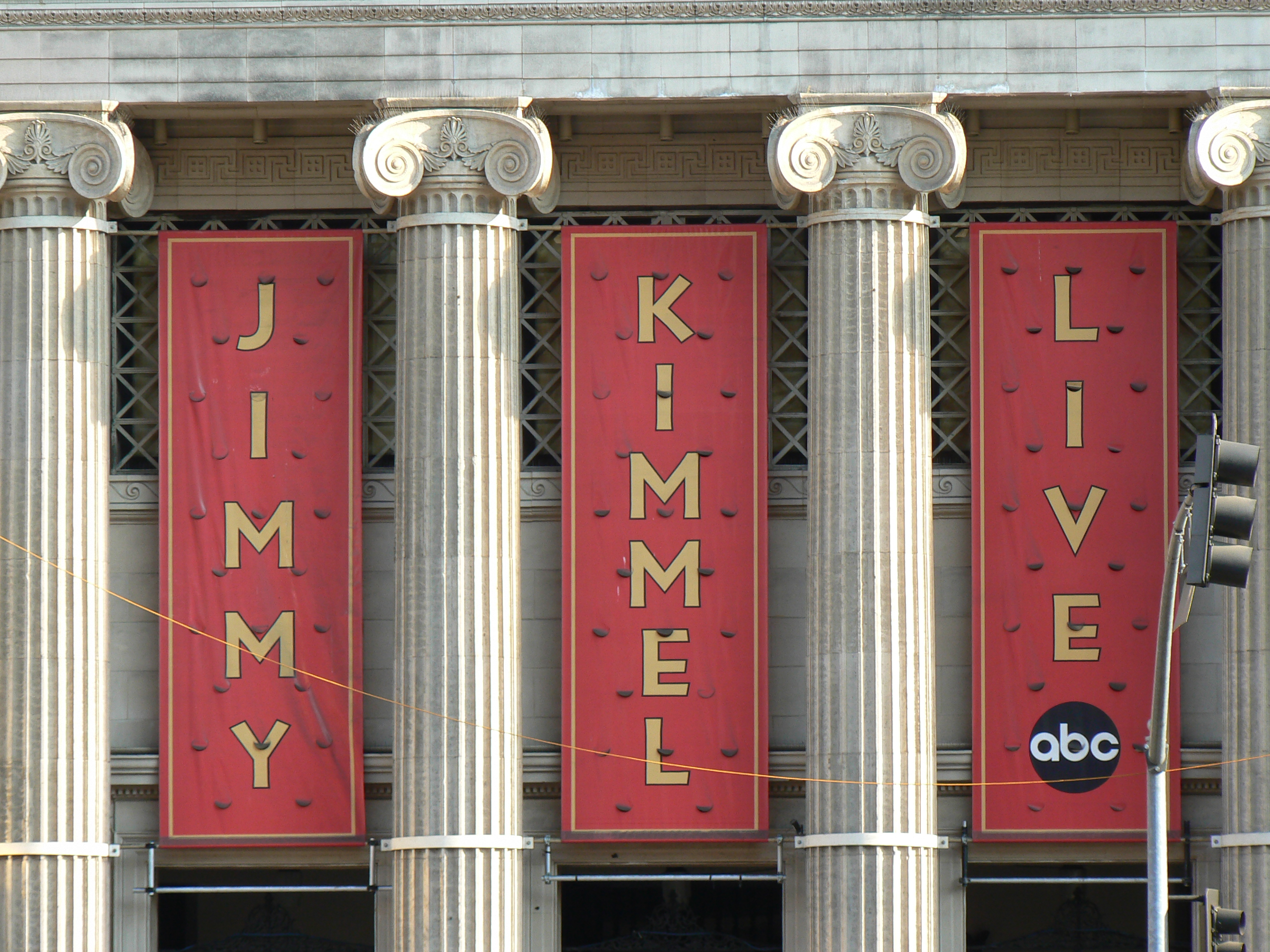
Miejsce realizacji Jimmy Kimmel Live

James Christian „Jimmy” Kimmel (ur. 13 listopada 1967 w Nowym Jorku) – amerykański prezenter telewizyjny, aktor, komik, scenarzysta i producent telewizyjny. Gospodarz i producent wykonawczy talk-show Jimmy Kimmel Live!, którego premiera odbyła się 26 stycznia 2003 w stacji ABC. Kilkukrotny gospodarz gali wręczenia Oscarów (w 2017, 2018 i 2023).

## Życiorys

### Rodzina i edukacja
Urodził się w nowojorskim Brooklynie jako najstarszy z trójki dzieci Joan (z domu Iacono) i Jamesa Johna Kimmela, który pracował w American Express i był dyrektorem IBM. Jego ojciec miał korzenie irlandzkie, niemieckie i walijskie, a matka była pochodzenia włoskiego. Był wychowany w wierze katolickiej i jako dziecko był ministrantem. Jego rodzina przeniosła się do Las Vegas, gdy Jimmy miał dziewięć lat. Ukończył szkołę średnią Ed W. Clark High School, a następnie przez rok uczęszczał na University of Nevada w Las Vegas, po czym przeniósł się na Uniwersytet Stanu Arizona, gdzie w 2013 otrzymał tytuł honorowy.

### Kariera
Zadebiutował jako dziennikarz odbyciem stażu w licealnym radiu. W trakcie studiów został zatrudniony w radiu KZOK-FM w Seattle, skąd jednak został dość szybko zwolniony. Zwolnieniem z pracy skończyła się również jego kolejna praca w WRBQ-FM z Florydy, a także praca w 93.7 KRQ. Stał się popularny dzięki pracy w kalifornijskim radiu KROQ-FM, gdzie tworzył skecze do porannego programu.
W 1997 przeszedł do telewizji Comedy Central, dla której współtworzył programy: Win Ben Stein’s Money i The Man Show. Za ten pierwszy otrzymał wraz z Adamem Carolla nagrodę Emmy w 1999 roku. W 2001 roku przeszedł do stacji ABC, dla której stworzył talk-show Jimmy Kimmel Live!. Dzięki złośliwemu poczuciu humoru i niebanalnemu prowadzeniu rozmów z gośćmi jego program stał się jednym z najpopularniejszych talk-show w USA.
W 2017 po raz pierwszy poprowadził ceremonię wręczenia Oscarów. W kwietniu 2020 roku został prowadzącym teleturniej Who Wants to Be a Millionaire?.
W 2025 uzyskał włoskie obywatelstwo.

### Życie prywatne
W 2002 rozwiódł się z Giną Maddy, z którą ma dwójkę dzieci. Do 2009 roku był związany z aktorką i komediantką Sarą Silverman. W 2013 roku poślubił Molly McNearney, z którą ma córkę Jane (ur. 2014) i syna Billy’ego (ur. 2017).